# Die Insel der verlorenen Schiffe (1929)
Die Insel der verlorenen Schiffe ist ein US-amerikanisches Abenteuerdrama aus dem Jahr 1929 von Irvin Willat mit Jason Robards sr. und Virginia Valli in den Hauptrollen. Der Film wurde von First National in den Verleih gebracht und basiert auf dem Roman The Isle of Dead Ships von Crittenden Marriott. Er ist eine Neuverfilmung des gleichnamigen Stummfilms von 1923.

## Handlung
An Bord der „Queen“, die von Puerto Rico nach New York fährt, überführt der New Yorker Detective Jackson den unter Mordverdacht stehenden Marineoffizier Frank Howard. Howard und Dorothy Whitlock, die zusammen mit ihrer Tante Emma an Bord ist, fühlen sich zueinander hingezogen. Das Schiff wird bei einem Sturm stark beschädigt. Als es auf ein halb untergetauchtes Wrack trifft, geht Dorothy über Bord und wird von Frank vor dem Ertrinken gerettet. Das mittlerweile manövrierunfähige Schiff gerät in der Sargassosee in einem Pulk von Wrackteilen und kommt bei einer „Insel“ aus neuen und alten Schiffen zum Halt. Eine kleine Kolonie aus Schiffbrüchigen unter der Führung von Captain Forbes hat sich auf den miteinander verbundenen Wracks eingerichtet. Da jede Frau sofort verheiratet sein muss, um Streitigkeiten unter den Männern zu verhindern, verlangt Forbes, dass Dorothy seine Frau wird. Aber Dorothy entscheidet sich für Howard. Als dieser von Forbes herausgefordert wird, besiegt Howard ihn. Burke, ein irischer Mechaniker, der die Motoren eines gestrandeten U-Bootes bedient, führt Howard, Dorothy und Jackson zum Boot und sie entkommen Forbes und seiner Anhängern. Jackson spricht Howard später vom Mord frei und ermöglicht ihm, mit Dorothy glücklich zu werden.

## Hintergrund
Laut Angaben des Studios begannen die Dreharbeiten am 15. April 1929. Am 7. Juli 1929 wurde bekannt gegeben, dass die Produktion abgeschlossen sei.
Ein Pressebericht enthüllte im Dezember 1929, dass das „riesige Gebiet der Sargassosee, das buchstäblich mit den Trümmern Tausender schleimbedeckter Schiffe bedeckt ist“, tatsächlich auf drei Hektar trockenem Boden auf dem Gelände des First National Studio in Burbank auf einer Miniaturbühne inszeniert und gefilmt wurde. Fred Jackman, Leiter der Miniatur- und Trickabteilung sowie Chefkameramann Sol Polito konnten den Eindruck vermitteln, dass auf dem riesigen Ozean gefilmt worden sein muss. Bis auf einige tatsächliche Wrackteile, Algen, seichtes Wasser und Aufnahmen durch Glas, sei der Rest des großen Meeresszenen mit einem Wald aus Masten und weit über den Horizont hinausreichende Takelage „pure filmische Magie“.
Zusätzlich zu den drei Hektar für die Sargassosee-Szenen wurden „mehrere hundert Quadratmeilen davon auf Bühne Nummer 5 gebaut“. Die Fläche wurde zu einem Dreieck mit der Breite einer Seite von 120 Fuß (40 Meter) gebildet. Eine zweite Seite war 100 Fuß (30 Meter) lang, die dritte 160 Fuß (53 Meter). Für die ersten zwanzig bis dreißig Fuß (7 bis 10 Metern) wurden Miniaturwracks gefertigt, dahinter befand sich lediglich ein Rahmen, der die Masten, Spieren und Takelage von Wracks hielt, die sich angeblich dahinter befanden. Das Fahrt der „Queen“, ihr Kampf im Sturm und ihre Zerstörung wurden im Miniaturformat gefertigt.
Die Innen- und Außenaufnahmen sowie das Abtauchen des U-Boots wurden in Originalgröße ausgeführt. Das Deck, die Kabinen und die unteren Holme der „Queen“ vom Vorderdeck bis zum Heck wurden in voller Größe gebaut. Diese Konstruktion wurde auf Doppelwippen so angeordnet, dass sie sich in zwei Richtungen neigen ließ. Die Bewegung an Bord wurde durch ein Kardanstativ simuliert. Die Wolken für die Miniaturszenen wurden eingeblendet, außer in einigen Einstellungen, in denen sie für Sturmeffekte durch Rauch einer schweren, langsam aufsteigenden Sorte erzeugt wurden, der langsam nach oben und seitwärts unter einem sorgfältig ausgeleuchteten Himmel aus blauem Stoff schwebte.
Jack Okey oblag die künstlerische Leitung. Edward Stevenson war für das Kostümbild zuständig.

## Veröffentlichung
Die Premiere des Films fand am 25. Oktober 1929 in New York statt. 1930 kam er im Deutschen Reich in die Kinos.

## Kritiken
Der Kritiker der The New York Times schrieb, die seltsame Geschichte sei der stärkste Punkt und die Schauspielerei vernachlässigbar.
Die Variety befand, ein wenig mehr Sorgfalt bei den Dialogen, die gelegentlich abgedroschen wirken, sowie bei der Regieführung hätten den Film zu einem lang anhaltenden Hit werden lassen können.
Der Kritiker des TV Guide sah einen Film, dessen Regie oft atmosphärisch sei, allerdings etwas Mühe mit der Plausibilität habe.